# NWA World Junior Heavyweight Championship
L'NWA World Junior Heavyweight Championship è il titolo dei pesi massimi della categoria junior nella federazione National Wrestling Alliance, creato nel 1943.

## Storia
Il titolo fu creato nel maggio 1943 da Paul "Pinkie" George, presidente della National Wrestling Alliance (NWA), e fu assegnato d'ufficio a Ken Fenelon. Per i primi anni, il titolo veniva messo in palio principalmente in Iowa, il territorio di appartenenza di George. Il 18 luglio 1946, George e gli altri responsabili dei territori iniziarono a promuovere la NWA come organo decisionale a livello nazionale, e il titolo fu riconosciuto come di proprietà dell'Alleanza. Al primo incontro del direttivo della NWA, Billy Goelz fu insignito del titolo di campione e tutti i campioni del territorio dell'Iowa furono riconosciuti come precedenti campioni.
Tra il 1948 e il 1952, come successo per il NWA World Heavyweight Championship, il titolo iniziò ad unificare al suo interno altri titoli minori riservati alla stessa divisione di peso. Nel dicembre del 1948 Leroy McGuirk sconfisse il detentore del National Wrestling Association World Junior Heavyweight Championship Billy Goelz, unificando i due titoli. Lo stesso McGuirk, in seguito ad un incidente automobilistico, fu costretto a rendere vacante il titolo nel febbraio 1950, che verrà riassegnato in un torneo disputato nel novembre di quell'anno e vinto da Verne Gagne. Gagne perse il titolo un anno dopo, nel novembre 1952, contro Danny McShain, che unificò all'interno del titolo anche la sua versione di Los Angeles, sconfiggendo nel maggio 1952 Rito Romero.
Nel 1960, il titolo fu al centro di una faida tra Danny Hodge e Angelo Savoldi. Durante un incontro tra i due tenutosi il 27 maggio 1960 a Oklahoma City, Bill Hodge Sr., padre di Danny, pugnalò realmente Savoldi. Danny Hodge si ritirò nel marzo del 1976 in seguito ad un incidente d'auto, terminando il suo settimo regno (tuttora record) da campione.
Nel 1973, un match titolato tra Wrestling Pro e Ken Mantell finì in maniera controversa, con due arbitri che assegnarono vittoria e titolo ognuno ad un lottatore diverso. Bob Kelly, gestore della Gulf Coast Championship Wrestling, territorio per cui si era tenuto l'evento, riconobbe come campione Wrestling Pro, ma questo riconoscimento fu limitato alla sola federazione, senza il riconoscimento ufficiale della NWA. 49 giorni più tardi, Mantell vinse una rivincita tra i due ottenendo entrambe le versioni del titolo.
Nel dicembre 1979 Steve Keirn vinse un torneo per la riassegnazione del titolo, allora vacante, sconfiggendo in finale Chavo Guerrero. Keirn tuttavia fu riconosciuto come campione dalla New Japan Pro-Wrestling, e dai territori di Los Angeles e della Florida, ma non dalla NWA. Il titolo detenuto da Keirn fu ribattezzato NWA International Junior Heavyweight Championship.
Un'altra divisione del titolo avvenne negli anni '80: The Cobra, sotto contratto con la NJPW, fu campione dal novembre 1983 fino al 28 luglio 1985, quando perse contro Hiro Saito, salvo poi rivincerlo il giorno stesso e continuare ad essere campione fino al 1º agosto 1985, quando la NJPW abbandonò la NWA. Durante il regno di Cobra, la Georgia Championship Wrestling riconobbe come campione Les Thornton, ma questa versione del titolo fu dichiarata vacante quando Thornton firmò per la World Wrestling Federation, rivale della NWA. In seguito alla partenza di Thornton, la Jim Crockett Promotions assegnò il titolo a Héctor Guerrero, sostenendo che aveva vinto un torneo per il titolo vacante a Los Angeles. Nel maggio 1988 Nelson Royal, al tempo campione in carica, lasciò la JCP con il titolo, che iniziò ad essere difeso nel circuito indipendente fino ad essere temporaneamente abbandonato nel dicembre 1989.
Il titolo fu riattivato nel 1995, quando la federazione giapponese Wrestle Yume Factory (WYF) lo assegnò a Masayoshi Motegi, rendendolo il primo campione del nuovo corso. Nel 1996 si tenne il J-Crown, un torneo che unificò otto diversi titoli provenienti da cinque diverse federazioni, incluso il NWA World Junior Heavyweight Championship. Il torneo, la cui paternità è attribuita a Jushin Thunder Liger, si svolse in quattro notti, dal 2 al 5 agosto 1996, in parallelo con l'evento annuale G1 Climax della NJPW, e fu vinto da The Great Sasuke. Il titolo apparve negli eventi World Championship Wrestling nel periodo in cui era detenuto da Ultimo Dragon, dal momento che all'interno della J-Crown erano presenti anche il WCW Cruiserweight Championship e il NWA World Middleweight Championship. 
Durante il regno di Liger, questi perse il WAR International Junior Heavyweight Championship, parte della J-Crown, contro Yuji Yasuraoka il 6 giugno 1997 a Tokyo. Da quel momento la J-Crown iniziò a comprendere sette titoli invece degli otto, inclusi nella cintura fino ad allora. Anche la WWF, in seguito all'introduzione di una nuova versione del WWF Light Heavyweight Championship, chiese e ottenne che l'allora campione Shinjiro Otani restituisse la vecchia versione del WWF Light Heavyweight Title. Otani decise di dissolvere il J-Crown il 5 novembre 1997, rendendo vacanti tutti i titoli ad eccezione dell'IWGP Junior Heavyweight Championship. Il titolo fu quindi restituito alla NWA, che lo mantenne vacante fino al 1999, quando Logan Caine vinse un torneo per la riassegnazione.
Nel 2011 l'allora detentore del NWA World Heavyweight Championship The Sheik fu privato del suo titolo in seguito ad un suo rifiuto di difenderlo contro Adam Pearce. In protesta, il detentore del NWA World Junior Heavyweight Championship Craig Classic decise di rinunciare al suo titolo. La Pro Wrestling ZERO1 tuttavia non riconobbe la decisione, riconoscendo Classic come il vero campione.
Nel 2014 la NWA riprese a collaborare con la NJPW, e l'allora campione Chase Owens difese la cintura in diversi eventi NJPW; durante questa collaborazione Jushin Thunder Liger e Tiger Mask IV conquistarono il titolo. Il 1º maggio 2017 la Lightning One, di proprietà di Billy Corgan, acquistò la NWA con tutti i suoi diritti, rendendo vacanti tutti i titoli ad eccezione del NWA World Heavyweight Championship. Il titolo rimase vacante fino a marzo 2022, quando fu vinto da Homicide nella seconda serata della Crockett Cup.

## Albo d'oro
| Legenda  |                                                                               |
| -------- | ----------------------------------------------------------------------------- |
| #        | Indica il numero del regno titolato                                           |
| Regno    | Viene indicato il numero del regno del campione                               |
| Data     | La data in cui il titolo è stato vinto                                        |
| Località | Indica il luogo in cui il titolo è stato vinto                                |
| Note     | Indica notizie particolari riguardanti i cambi di titolo o altre informazioni |

| No.                                       | Campione             | Cambio di titolo  | Cambio di titolo         | Cambio di titolo                  | Statistiche regno | Statistiche regno | Note | Ref.   |
| No.                                       | Campione             | Data              | Evento                   | Posizione                         | Regno             | Giorni            | Note | Ref.   |
| ----------------------------------------- | -------------------- | ----------------- | ------------------------ | --------------------------------- | ----------------- | ----------------- | --- | ------ |
| National Wrestling Alliance               |                      |                   |                          |                                   |                   |                   | |        |
| 1                                         | Ken Fenelon          | maggio 1943       | --                       | --                                | 1                 | --                | Il titolo fu assegnato a Fenelon da Paul "Pinkie" George, fondatore del territorio dell'Iowa della NWA. |        |
| 2                                         | Marshall Esteppe     | 30 maggio 1945    | House Show               | Toronto, Iowa                     | 1                 | 216               | Il cambio di titolo avvenne quando la National Wrestling Alliance era ancora una federazione regionale. | [ 6 ]  |
| 3                                         | Larry Tillman        | 1 gennaio 1946    | House Show               | Des Moines, Iowa                  | 1                 | 69                | Il cambio di titolo avvenne quando la National Wrestling Alliance era ancora una federazione regionale. |        |
| 4                                         | Ken Fenelon          | 11 marzo 1946     | House Show               | Des Moines, Iowa                  | 2                 | 301               | Il cambio di titolo avvenne quando la National Wrestling Alliance era ancora una federazione regionale. |        |
| 5                                         | Marshall Esteppe     | 6 gennaio 1947    | House Show               | Des Moines, Iowa                  | 2                 | 77                | Il cambio di titolo avvenne quando la National Wrestling Alliance era ancora una federazione regionale. |        |
| 6                                         | Ray Steele           | 24 marzo 1947     | House Show               | Des Moines, Iowa                  | 1                 | 35                | Il cambio di titolo avvenne quando la National Wrestling Alliance era ancora una federazione regionale. |        |
| 7                                         | Marshall Esteppe     | 28 aprile 1947    | House Show               | Des Moines, Iowa                  | 3                 | 323               | Il cambio di titolo avvenne quando la National Wrestling Alliance era ancora una federazione regionale. |        |
| 8                                         | Billy Goelz          | 16 marzo 1948     | House Show               | Des Moines, Iowa                  | 1                 | 159               | Il cambio di titolo avvenne quando la National Wrestling Alliance era ancora una federazione regionale. Durante questo regno la NWA fu stabilita come associazione nazionale, e il titolo divenne proprietà dell'alleanza, espandendosi al di fuori dell'Iowa. |        |
| 9                                         | Al Williams          | 22 agosto 1948    | House Show               | Waterloo, Iowa                    | 1                 | 14                | |        |
| 10                                        | Billy Goelz          | 5 settembre 1948  | House Show               | Waterloo, Iowa                    | 2                 | 114               | La NWA ritirò il riconoscimento a Goelz il 28 dicembre 1948. |        |
| 11                                        | Leroy McGuirk        | 28 dicembre 1948  | Convention NWA           | Des Moines, Iowa                  | 1                 | 406               | McGuirk aveva sconfitto John Swenski il 19 giugno 1939 per vincere il National Wrestling Association World Middleweight Championship; fu inoltre riconosciuto come campione dalla NWA nella convention del 1948. Durante il suo regno, inoltre, McGuirk sconfisse Billy Goelz, unificando all'interno del titolo il National Wrestling Association World Junior Heavyweight Championship. |        |
| -                                         | Vacante              | 7 febbraio 1950   | --                       | --                                | --                | --                | Il titolo fu reso vacante in seguito ad un incidente d'auto che costrinse McGuirk al ritiro. |        |
| 12                                        | Verne Gagne          | 13 novembre 1950  | House Show               | Tulsa, Oklahoma                   | 1                 | 371               | Gagne vinse un torneo per la riassegnazione del titolo, sconfiggendo Sonny Myers in finale. |        |
| 13                                        | Danny McShain        | 19 novembre 1951  | House Show               | Memphis, Tennessee                | 1                 | 637               | Durante il regno, McShain unificò all'interno del titolo la versione di Los Angeles sconfiggendo Rito Romero il 25 maggio 1952. Whitey Whittler sconfisse McShain per squalifica il 17 ottobre 1952 a Oklahoma City, dando vita ad una sua versione del titolo. Anche Red Berry sconfisse McShain per squalifica, l'11 novembre 1952, a Dallas, creando una terza versione dei titolo. McShain sconfisse Whittler il 14 novembre 1952 e Berry il 27 novembre 1952 per terminare le loro versioni dei titoli. |        |
| 14                                        | Baron Michele Leone  | 17 agosto 1953    | House Show               | Memphis, Tennessee                | 1                 | 602               | |        |
| 15                                        | Ed Francis           | 11 aprile 1955    | House Show               | Tulsa, Oklahoma                   | 1                 | 365               | |        |
| 16                                        | Mike Clancy          | 10 aprile 1956    | House Show               | Oklahoma City, Oklahoma           | 1                 | 350               | |        |
| 17                                        | Fred Blassie         | 26 marzo 1957     | House Show               | Nashville, Tennessee              | 1                 | <1                | |        |
| -                                         | Vacante              | 26 marzo 1957     | --                       | --                                | --                | --                | Il titolo è stato dichiarato vacante in seguito ad un finale controverso in un incontro titolato tra Fred Blassie e Mike Clancy. |        |
| 18                                        | Mike Clancy          | 9 aprile 1957     | House Show               | Nashville, Tennessee              | 2                 | 217               | Clancy sconfisse Blassie in uno spareggio per il titolo vacante. |        |
| -                                         | Vacante              | 12 novembre 1957  | --                       | --                                | --                | --                | Il titolo è stato dichiarato vacante dopo che Mike Clancy ha sconfitto per squalifica Jackie Fargo |        |
| 19                                        | Mike Clancy          | 19 novembre 1957  | House Show               | Nashville, Tennessee              | 3                 | 101               | Clancy sconfisse Blassie in uno spareggio per il titolo vacante. |        |
| 20                                        | Angelo Savoldi       | 28 febbraio 1958  | House Show               | Oklahoma City, Oklahoma           | 1                 | 97                | |        |
| 21                                        | Dory Funk            | 5 giugno 1958     | House Show               | Amarillo, Texas                   | 1                 | 36                | |        |
| 22                                        | Angelo Savoldi       | 11 giugno 1958    | House Show               | Oklahoma City, Oklahoma           | 2                 | 224               | |        |
| 23                                        | Ivan the Terrible    | 20 febbraio 1959  | House Show               | Oklahoma City, Oklahoma           | 1                 | 14                | |        |
| 24                                        | Angelo Savoldi       | 6 marzo 1959      | House Show               | Oklahoma City, Oklahoma           | 3                 | 84                | | [ 7 ]  |
| 25                                        | Mike DiBiase         | 29 maggio 1959    | House Show               | Oklahoma City, Oklahoma           | 1                 | 84                | |        |
| 26                                        | Angelo Savoldi       | 21 agosto 1959    | House Show               | Oklahoma City, Oklahoma           | 4                 | 336               | |        |
| 27                                        | Danny Hodge          | 22 luglio 1960    | House Show               | Oklahoma City, Oklahoma           | 1                 | 1.450             | |        |
| 28                                        | Hiro Matsuda         | 11 luglio 1964    | House Show               | Tampa, Florida                    | 1                 | 125               | |        |
| 29                                        | Angelo Savoldi       | 13 novembre 1964  | House Show               | Oklahoma City, Oklahoma           | 5                 | 161               | | [ 2 ]  |
| 30                                        | Danny Hodge          | 23 aprile 1965    | House Show               | Oklahoma City, Oklahoma           | 2                 | 214               | | [ 2 ]  |
| 31                                        | Lorenzo Parente      | 23 novembre 1965  | House Show               | Ignoto                            | 1                 | 42                | |        |
| 32                                        | Danny Hodge          | 4 gennaio 1966    | House Show               | Little Rock, Arkansas             | 3                 | 10                | |        |
| 33                                        | Lorenzo Parente      | 14 gennaio 1966   | House Show               | Oklahoma City, Oklahoma           | 2                 | 29                | |        |
| 34                                        | Joe McCarthy         | 12 febbraio 1966  | House Show               | Oklahoma City, Oklahoma           | 1                 | 80                | |        |
| 35                                        | Danny Hodge          | 3 maggio 1966     | House Show               | Little Rock, Arkansas             | 4                 | 1.361             | |        |
| 36                                        | Sputnik Monroe       | 13 luglio 1970    | House Show               | Shreveport, Louisiana             | 1                 | 28                | |        |
| 37                                        | Danny Hodge          | 10 agosto 1970    | House Show               | Tulsa, Oklahoma                   | 5                 | 283               | Secondo altre fonti il cambio di titolo si è tenuto il1 4 settembre 1970 |        |
| 38                                        | Roger Kirby          | 20 maggio 1971    | House Show               | New Orleans, Louisiana            | 1                 | 113               | |        |
| 39                                        | Ramón Torres         | 10 settembre 1971 | House Show               | Oklahoma City, Oklahoma           | 1                 | 84                | |        |
| 40                                        | Dr. X                | 3 dicembre 1971   | House Show               | Oklahoma City, Oklahoma           | 1                 | 108               | |        |
| 41                                        | Danny Hodge          | 20 marzo 1972     | House Show               | Shreveport, Louisiana             | 6                 | 639               | |        |
| 42                                        | Ken Mantell          | 19 dicembre 1973  | House Show               | Jackson, Mississippi              | 1                 | 542               | |        |
| †                                         | Wrestling Pro        | 17 settembre 1974 | House Show               | Mobile, Alabama                   | 1                 | 49                | Cambio di titolo riconosciuto unicamente in Alabama. |        |
| †                                         | Ken Mantell          | 5 novembre 1974   | House Show               | Mobile, Alabama                   | 1(2)              | 221               | Mantell sconfisse Wrestling Pro per terminare la versione dell'Alabama del titolo. |        |
| 43                                        | Hiro Matsuda         | 14 giugno 1975    | House Show               | Saint Petersburg, Florida         | 2                 | 262               | |        |
| 44                                        | Danny Hodge          | 2 marzo 1976      | House Show               | Shreveport, Louisiana             | 7                 | 13                | |        |
| -                                         | Vacante              | 15 marzo 1976     | --                       | --                                | --                | --                | Hodge rese vacante il titolo dopo essersi infortunato in un incidente d'auto. |        |
| 45                                        | Pat Barrett          | 28 settembre 1976 | House Show               | Shreveport, Louisiana             | 1                 | 65                | Barrett vinse un torneo per riassegnare il titolo vacante sconfiggendo Nelson Royal in finale |        |
| 46                                        | Ron Starr            | 2 dicembre 1976   | House Show               | New Orleans, Louisiana            | 1                 | 4                 | |        |
| 47                                        | Nelson Royal         | 6 dicembre 1976   | House Show               | New Orleans, Louisiana            | 1                 | 566               | |        |
| 48                                        | Chavo Guerrero Sr.   | 24 febbraio 1978  | House Show               | Ignoto                            | 1                 | 42                | |        |
| 49                                        | Nelson Royal         | 7 aprile 1978     | House Show               | Ignoto                            | 2                 | 79                | |        |
| 50                                        | Al Madril            | 25 giugno 1978    | House Show               | Houston, Texas                    | 1                 | 398               | |        |
| 51                                        | Nelson Royal         | 28 luglio 1979    | House Show               | Ignoto                            | 3                 | 134               | |        |
| -                                         | Vacante              | 9 dicembre 1979   | --                       | --                                | --                | --                | Il titolo fu reso vacante in seguito al ritiro di Royal |        |
| †                                         | Steve Keirn          | 10 dicembre 1979  | House Show               | Los Angeles, California           | 1                 | 53                | Keirn vinse un torneo per riassegnare il titolo vacante sconfiggendo Chavo Guerrero Sr. in finale, ma la NWA non riconobbe il cambio di titolo. Keirn fu riconosciuto come campione solo dalla NJPW e dai territori di Florida e California; questa versione del titolo fu ribattezzata in seguito in NWA International Junior Heavyweight Championship. |        |
| 52                                        | Ron Starr            | 11 febbraio 1980  | House Show               | Tulsa, Oklahoma                   | 2                 | 19                | Starr sconfisse Les Thornton in uno spareggio per il titolo vacante, venendo riconosciuto come campione dalla NWA a discapito di Steve Keirn. |        |
| 53                                        | Les Thornton         | 1 marzo 1980      | House Show               | Tulsa, Oklahoma                   | 1                 | 331               | Thornton vinse il titolo per no-show di Starr. |        |
| 54                                        | Jerry Stubbs         | 26 gennaio 1981   | House Show               | Mobile, Alabama                   | 1                 | 5                 | |        |
| 55                                        | Les Thornton         | 31 gennaio 1981   | House Show               | Dothan, Alabama                   | 2                 | 127               | |        |
| 56                                        | Terry Taylor         | 7 giugno 1981     | House Show               | Roanoke, Virginia                 | 1                 | 13                | |        |
| 57                                        | Les Thornton         | 20 giugno 1981    | House Show               | Roanoke, Virginia                 | 3                 | 88                | |        |
| 58                                        | Jerry Brisco         | 16 settembre 1981 | House Show               | Miami, Florida                    | 1                 | 30                | |        |
| 59                                        | Les Thornton         | 16 ottobre 1981   | House Show               | Knoxville, Tennessee              | 4                 | 22                | |        |
| 60                                        | Joe Lightfoot        | 7 novembre 1981   | House Show               | Bayamón, Porto Rico               | 1                 | 7                 | |        |
| 61                                        | Les Thornton         | 14 novembre 1981  | House Show               | San Juan, Porto Rico              | 5                 | 192               | |        |
| 62                                        | Tiger Mask           | 25 maggio 1982    | Big Fight Series         | Shizuoka, Giappone                | 1                 | 313               | Nel 1983 alcuni territori dichiararono il titolo vacante in seguito alla firma di Tiger Mask con la WWF, federazione esterna alla NWA. La NWA continuò a riconoscere Tiger Mask come campione. | [ 8 ]  |
| -                                         | Vacante              | 3 aprile 1983     | --                       | --                                | --                | --                | Il titolo fu reso vacante in seguito a un infortunio di Tiger Mask. |        |
| 63                                        | Tiger Mask           | 2 giugno 1983     | IWGP Championship League | Tokyo, Giappone                   | 2                 | 71                | Tiger Mask vinse un torneo per il titolo vacante sconfiggendo Kuniaki Kobayashi in finale. |        |
| -                                         | Vacante              | 12 agosto 1983    | --                       | --                                | --                | --                | Il titolo fu reso vacante in seguito al ritiro di Tiger Mask. |        |
| 64                                        | The Cobra            | 3 novembre 1983   | Toukon Series            | Tokyo, Giappone                   | 1                 | 633               | The Cobra sconfisse Davey Boy Smith in uno spareggio per il titolo vacante. Durante questo regno, Les Thornton fu riconosciuto come campione da alcuni territori in seguito alla scelta di Cobra di lavorare per la WWF. |        |
| †                                         | Les Thornton         | 14 novembre 1983  | --                       | Manila, Filippine                 | 6                 | 201               | La Georgia Championship Wrestling (GCW) riconobbe Thornton come campione accreditandolo come vincitore di un torneo (fittizio). |        |
| -                                         | Vacante              | 2 giugno 1984     | --                       | --                                | --                | --                | I territori che non riconoscevano The Cobra resero vacante la loro versione del titolo dopo che Les Thornton e la GCW si unirono alla WWF. Thornton continuò a definirsi campione, difendendo il titolo come WWF Light Heavyweight Championship. |        |
| †                                         | Héctor Guerrero      | 13 luglio 1984    | --                       | Los Angeles, California           | 1                 | 81                | La Jim Crockett Promotions (JCP) annunciò che Guerrero aveva vinto un torneo (fittizio) per riassegnare il titolo vacante. |        |
| †                                         | Mike Davis           | 2 ottobre 1984    | House Show               | Albuquerque, Nuovo Messico        | 1                 | 112               | Pearce ha lasciato l'NWA e si è dimesso da campione dopo che l'organizzazione si è rifiutata di permettergli di difendere il titolo nel match conclusivo della serie best-of-seven contro Cabana. L'incontro si è risolto con la vittoria di Cabana, ma entrambi i lottatori hanno rifiutato il titolo in seguito. |        |
| †                                         | Denny Brown          | 22 novembre 1984  | Starrcade 1984           | Greensboro, Carolina del Nord     | 1                 | 248               | |        |
| 65                                        | Hiro Saito           | 28 luglio 1985    | Burning Spirit           | Osaka, Giappone                   | 1                 | <1                | |        |
| 66                                        | The Cobra            | 28 luglio 1985    | Burning Spirit           | Osaka, Giappone                   | 2                 | 4                 | |        |
| -                                         | Vacante              | 1 agosto 1985     | --                       | --                                | --                | --                | Il titolo fu reso vacante in seguito al distacco della NJPW dalla NWA |        |
| 67                                        | Denny Brown          | 1 agosto 1985     | --                       | --                                | 1(2)              | 14                | Brown aveva precedentemente vinto un'altra versione del titolo nel 1984 e ricevette il riconoscimento da parte della NWA il 1º agosto 1985, in seguito al distacco della NJPW dalla NWA. |        |
| 68                                        | Gary Royal           | 15 agosto 1985    | House Show               | Kansas City, Kansas               | 1                 | 31                | |        |
| 69                                        | Denny Brown          | 15 settembre 1985 | House Show               | Atlanta, Georgia                  | 2(3)              | 321               | |        |
| 70                                        | Steve Regal          | 2 agosto 1986     | House Show               | Atlanta, Georgia                  | 1                 | 30                | |        |
| 71                                        | Denny Brown          | 1 settembre 1986  | House Show               | Greenville, Carolina del Sud      | 3(4)              | 187               | |        |
| 72                                        | Lazor Tron           | 7 marzo 1987      | House Show               | Atlanta, Georgia                  | 1(2)              | 215               | Tron aveva vinto in precedenza il titolo con il nome di Hector Guerrero. |        |
| -                                         | Vacante              | 8 ottobre 1987    | --                       | --                                | --                | --                | Il titolo fu reso vacante in seguito alla partenza di Lazor Tron dalla JCP. |        |
| 73                                        | Nelson Royal         | 16 ottobre 1987   | House Show               | Columbia, Carolina del Sud        | 4                 | 280               | Royal sconfisse Denny Brown per il titolo vacante. Durante questo regno, alcuni territori riconobbero come campione Masanobu Fuchi, in quel momento detentore del AJPW World Junior Heavyweight Championship. Royal continuò a difendere il titolo fino al 1989, quando questo fu di fatto abbandonato. |        |
| 74                                        | Scott Armstrong      | 22 luglio 1988    | House Show               | Knoxville, Tennessee              | 1                 | 1                 | |        |
| 75                                        | Nelson Royal         | 23 luglio 1988    | House Show               | Hazard, Kentucky                  | 5                 | 8                 | |        |
| 76                                        | Scott Armstrong      | 30 luglio 1988    | House Show               | Chattanooga, Tennessee            | 2                 | 20                | |        |
| 77                                        | Nelson Royal         | 2 agosto 1988     | House Show               | Knoxville, Tennessee              | 6                 | 108               | |        |
| 78                                        | Les Anderson         | 18 novembre 1988  | House Show               | Ignoto                            | 1                 | 209               | Il regno non è riconosciuto dalla Pro Wrestling ZERO1 come appartenente al suo NWA World Junior Heavyweight Championship. |        |
| 79                                        | Rock the Hunter      | 15 giugno 1989    | House Show               | Ignoto                            | 1                 | 27                | Il regno non è riconosciuto dalla Pro Wrestling ZERO1 come appartenente al suo NWA World Junior Heavyweight Championship. |        |
| 80                                        | Les Anderson         | 25 dicembre 1989  | House Show               | Ignoto                            | 2                 | 1                 | Il regno non è riconosciuto dalla Pro Wrestling ZERO1 come appartenente al suo NWA World Junior Heavyweight Championship. |        |
| -                                         | Disattivto           | 26 dicembre 1989  | --                       | --                                | --                | --                | Il titolo fu disattivato in seguito alla chiusura del territorio NWA di riferimento. |        |
| 81                                        | Masayoshi Motegi     | 30 agosto 1995    | Jump! Fly! Sho!          | Tokyo, Giappone                   | 1                 | 338               | Motegi vinse un torneo per la riassegnazione del titolo sconfiggendo in finale El Hijo del Santo. |        |
| 82                                        | The Great Sasuke     | 2 agosto 1996     | G1 Climax                | Tokyo, Giappone                   | 1                 | 70                | The Great Sasuke vinse un torneo per decretare il primo campione del J-Crown, una combinazione di 8 titoli nella divisione di peso dei Junior Heavyweight. I titoli erano considerati indipendenti (e non unificati in una sola cintura) e in alcune occasioni sono anche stati difesi separatamente. |        |
| 83                                        | Ultimo Dragon        | 11 ottobre 1996   | Crush Night              | Osaka, Giappone                   | 1                 | 85                | |        |
| 84                                        | Jushin Thunder Liger | 4 gennaio 1997    | Wrestling World          | Tokyo, Giappone                   | 1                 | 183               | |        |
| 85                                        | El Samurai           | 6 luglio 1997     | Summer Struggle          | Sapporo, Giappone                 | 1                 | 35                | |        |
| 86                                        | Shinjiro Otani       | 10 agosto 1997    | The Four Heaven          | Nagoya, Giappone                  | 1                 | 87                | |        |
| -                                         | Vacante              | 5 novembre 1997   | --                       | --                                | --                | --                | Il titolo fu reso vacante quando la J-Crown fu sciolta e tutti i titoli che la componevano furono restituiti alle federazioni di appartenenza. |        |
| 87                                        | Logan Caine          | 5 marzo 1999      | House Show               | Parkersburg, Virginia Occidentale | 1                 | 237               | Caine vinse un torneo per il titolo vacante sconfiggendo in finale Viper. |        |
| -                                         | Vacante              | 28 ottobre 1999   | --                       | --                                | --                | --                | Il titolo fu reso vacante in seguito a una mancata difesa di Caine contro Vince Kaplack. |        |
| 88                                        | Vince Kaplack        | 28 ottobre 1999   | House Show               | Pittsburgh, Pennsylvania          | 1                 | 78                | Kaplack sconfisse Chris Hero in uno spareggio per il titolo vacante. |        |
| 89                                        | Tony Kozina          | 14 gennaio 2000   | House Show               | North Versailles, Pennsylvania    | 1                 | 190               | |        |
| 90                                        | Rockford 2000        | 22 luglio 2000    | House Show               | Surrey, Columbia Britannica       | 1                 | 35                | |        |
| 91                                        | Tony Kozina          | 30 agosto 2000    | --                       | --                                | 2                 | 39                | Il titolo venne assegnato d'ufficio a Kozina dopo che la NWA ribaltò il verdetto di un incontro titolato contro Rockford |        |
| 92                                        | Vince Kaplack        | 14 ottobre 2000   | 52º anniversario         | Nashville, Tennessee              | 2                 | 175               | |        |
| 93                                        | Rocky Reynolds       | 7 aprile 2001     | House Show               | Pennsboro, Virginia Occidentale   | 1                 | 27                | |        |
| 94                                        | Mike Thunder         | 4 maggio 2001     | House Show               | North Richland Hills, Texas       | 1                 | 52                | |        |
| 95                                        | Lex Lovett           | 21 agosto 2001    | House Show               | Tampa, Florida                    | 1                 | 53                | |        |
| 96                                        | Jason Rumble         | 13 ottobre 2001   | 53º anniversario         | Saint Petersburg, Florida         | 1                 | 112               | |        |
| 97                                        | Rocky Reynolds       | 2 febbraio 2002   | House Show               | Titusville, Pennsylvania          | 2                 | 14                | |        |
| 98                                        | Jason Rumble         | 16 febbraio 2002  | House Show               | Malden, Massachusetts             | 2                 | 49                | |        |
| 99                                        | Rocky Reynolds       | 6 aprile 2002     | House Show               | Parkersburg, Virginia Occidentale | 3                 | 56                | |        |
| 100                                       | Jimmy Rave           | 29 giugno 2002    | House Show               | Cornelia, Georgia                 | 1                 | 42                | |        |
| 101                                       | Star                 | 10 agosto 2002    | House Show               | Columbia, Tennessee               | 1                 | 7                 | |        |
| 102                                       | Jimmy Rave           | 17 agosto 2002    | House Show               | Columbia, Tennessee               | 2                 | 154               | |        |
| 103                                       | Brother Love         | 18 gennaio 2003   | House Show               | Greenville, Mississippi           | 1                 | 140               | |        |
| 104                                       | Rocky Reynolds       | 7 giugno 2003     | House Show               | Parkersburg, Virginia Occidentale | 4                 | 56                | |        |
| 105                                       | Chris Draven         | 2 agosto 2003     | House Show               | Parkersburg, Virginia Occidentale | 1                 | 161               | |        |
| 106                                       | Jerrelle Clark       | 10 gennaio 2004   | House Show               | Saint Petersburg, Florida         | 1                 | 281               | |        |
| 107                                       | Jason Rumble         | 17 ottobre 2004   | 56º anniversario         | Winnipeg, Manitoba                | 3                 | 312               | |        |
| 108                                       | Black Tiger IV       | 25 agosto 2005    | House Show               | Columbia, Tennessee               | 1                 | 178               | |        |
| 109                                       | Tiger Mask IV        | 19 febbraio 2006  | Acceleration             | Tokyo, Giappone                   | 1                 | 446               | | [ 9 ]  |
| 110                                       | Mike Quackenbush     | 11 maggio 2007    | Chapter Two              | Portage, Indiana                  | 1                 | 1.275             | |        |
| 111                                       | Craig Classic        | 6 novembre 2010   | November Coming Fire     | Fort Pierce, Florida              | 1                 | 247               | |        |
| -                                         | Vacante              | 20 settembre 2011 | --                       | --                                | --                | --                | Classic rese vacante il titolo in segno di protesta dopo che la NWA aveva reso vacante il NWA World Heavyweight Championship di The Sheik. Classic portò la sua versione del titolo alla Pro Wrestling ZERO1. |        |
| 112                                       | Kevin Douglas        | 7 ottobre 2011    | House Show               | Charlotte, Carolina del Nord      | 1                 | 373               | Douglas vinse un torneo per il titolo vacante sconfiggendo Chase Owens in finale. |        |
| -                                         | Vacante              | 13 ottobre 2012   | --                       | --                                | --                | --                | Il titolo fu reso vacante per una mancata difesa di Douglas in un incontro con Chase Owens. |        |
| 113                                       | Chase Owens          | 13 ottobre 2012   | House Show               | Kingsport, Tennessee              | 1                 | 301               | Owens vinse il titolo sconfiggendo Matt Conard e Zac Vincent in uno spareggio. |        |
| 114                                       | Jason Kincaid        | 10 agosto 2013    | House Show               | Kingsport, Tennessee              | 1                 | 69                | |        |
| 115                                       | Chase Owens          | 18 ottobre 2013   | House Show               | Houston, Texas                    | 2                 | 78                | |        |
| 116                                       | Ricky Morton         | 4 gennaio 2014    | House Show               | Kingsport, Tennessee              | 1                 | 62                | |        |
| 117                                       | Chase Owens          | 7 marzo 2014      | House Show               | Church Hill, Tennessee            | 3                 | 246               | |        |
| 118                                       | Jushin Liger         | 8 novembre 2014   | Power Struggle           | Osaka, Giappone                   | 2                 | 156               | |        |
| 119                                       | Steve Anthony        | 14 aprile 2015    | Casino Royale            | Las Vegas, Nevada                 | 1                 | 163               | |        |
| 120                                       | Tiger Mask IV        | 23 settembre 2015 | Destruction              | Okayama, GIappone                 | 2                 | 178               | |        |
| 121                                       | Steve Anthony        | 19 marzo 2016     | Road to Invasion Attack  | Nagoya, Giappone                  | 2                 | 112               | |        |
| 122                                       | John Saxon           | 9 luglio 2016     | House Show               | Pensacola, Florida                | 1                 | 275               | |        |
| 123                                       | Arrick Andrews       | 8 aprile 2017     | House Show               | Dyersburg, Tennessee              | 1                 | 41                | |        |
| 124                                       | Mr. USA              | 19 maggio 2017    | House Show               | Franklin, Tennessee               | 1                 | 85                | |        |
| 125                                       | Barrett Brown        | 12 agosto 2017    | House Show               | Dyersburg, Tennessee              | 1                 | 49                | |        |
| -                                         | Vacante              | 30 settembre 2017 | --                       | --                                | --                | --                | Il titolo fu reso vacante quando la NWA annunciò la fine del sistema dei territori. |        |
| National Wrestling Alliance/Lightning One |                      |                   |                          |                                   |                   |                   | |        |
| 126                                       | Homicide             | 20 marzo 2022     | Crockett Cup             | Nashville, Tennessee              | 1                 | 237               | Homicide sconfisse Austin Aries, Colby Corino e Darius Lockhart in uno spareggio per il titolo vacante. |        |
| 127                                       | Kerry Morton         | 12 novembre 2022  | Hard Times 3             | New Orleans, Louisiana            | 1                 | 380               | |        |
| 128                                       | Colby Corino         | 27 agosto 2023    | 75º anniversario         | St. Louis, Missouri               | 1                 | 189               | |        |
| 129                                       | Joe Alonzo           | 2 marzo 2024      | Hard Times 4             | Dothan, Alabama                   | 1                 | 118               | In un incontro andato in onda il 9 aprile 2024. | [ 10 ] |
| 130                                       | Alex Taylor          | 28 giugno 2024    | Endless Summer           | Highland Park, Illinois           | 1                 | 76+               | In un evento promosso dalla NWA Chicago. | [ 11 ] |